# NGC 4926
NGC 4926 је елиптична галаксија у сазвежђу Береникина коса која се налази на NGC листи објеката дубоког неба.
Деклинација објекта је + 27° 37' 28" а ректасцензија 13h 1m 53,9s. Привидна величина (магнитуда) објекта NGC 4926 износи 13,0 а фотографска магнитуда 14,0. Налази се на удаљености од 99,922 милиона парсека од Сунца. NGC 4926 је још познат и под ознакама UGC 8142, MCG 5-31-103, CGCG 160-103, DRCG 27-49, PGC 44938.